# Уйов камик
Уйов камик е уникален скално-изсечен фалосовиден менхир, намирал се в местност със същото име в района на Четиньова могила, с. Старосел, където българският археолог д-р Георги Китов разкрива подмогилен тракийски храм, сред най-големите в България. (Снимка)

## Описание
В своята книга „Могили, храмове, гробници“ д-р Китов разказва, че за въпросния „странен камък“ му съобщават лесничеите от село Старосел. Снимката е предоставена от Димитър Талев.
Според тях менхирът се намирал на около 4 – 5 km от Четиньова могила и бил абсолютно точно копие на фалос, изработен с всички анатомични подробности. Този орган е символ на плодородието и на мъжкото начало при древните траки, а мястото, където е изсечен, е било част от важно тракийско светилище.
Мегалитният фалос е бил с диаметър 1 м и височина не по-малко от 2,8 – 3 м. Според Китов, естествената скала е „допълнително и много умело дообработена до моделиране на едно сериозно скулптурно произведение“. Така към известните в района светилища, като Гарванов камък, Каменица и това под Пейчова могила, се прибавя още едно, при това с много висока стойност.
Менхирът е бил издигнат до пътя, водещ към владетелската резиденция под връх Кози грамади, датиран от Елинистическата епоха – времето на одриските владетели Котис, Аматок и Терес II.
В едноименната местност „Уйов камик“ по пътя, водещ към местността Кози грамади, е била разкопана от иманяри голяма надгробна могила, където в средата на могилния насип се наблюдава остра скала, маркираща средата на могилата. В съседство на могилата стоят основите на разрушено скално светилище „Уйов камък“.
Според доц. Иван Христов сполучлив паралел с този паметник е изправеният с височина близо метър каменен фалос в грамада от речни камъни в средата на т.нар. Белчинова могила в землището на село Ясеново (на територията на Долината на тракийските владетели). Друг пример за скално изсичане с фалическа форма е скалният обект при село Побит камък (Община Велинград) по информация на проф. Васил Марков.
Доц. Христов допуска, че свободно стърчащите скали, открояващи се над околния терен в района на Старосел, са били маркер и основа за изграждането на редица могили, за които в никакъв случай не може да се приеме, че са били само място за надгробни ритуали. Скалите, и могилите са функционирали като светилища, на които са извършвани различни по вид и предназначение ритуали. В някои случаи е била изградена пространствената връзка могила – скално светилище – отново могила или подмогилен храм. Поглъщането на скалните обекти с могилни насипи е процес, назован в научната литература от проф. Валерия Фол „от камъка към градежа“.
Докато в Елада (Елевсина, Самотраки, Делфи и др.) през VІІІ век пр.н.е. скалният топос се е преобразувал в архитектурни комплекси, обслужвани от голям жречески апарат с полисни функции, то в Тракия скалните светилища остават непроменени поне до края на VІ век пр.н.е. Примерите от района на Старосел доказват наличието на по-стари скални светилища (оттам и по-ранна, различна обредна практика), която се трансформира в действащи могилни светилища с представителна архитектура със сигурност до Елинистическата епоха.

## Принадлежност
Култовото съоръжение принадлежи към земите, обитавани от тракийското племе на одрисите – в земите на Същинска Средна гора и Западните Родопи. Подобен вид мегалитни обекти са уникални по своята прецизна реалистична техника и няма данни за други аналози на територията на Балканите.

## Взривяване
Менхирът е взривен от иманяри в края на ХХ в. решили, че съоръжението бележи нишан, под който е скрито златно съкровище.